# Bugok-dong, Donghae
Bugok-dong (koreanska: 부곡동) är en stadsdel i staden Donghae i  provinsen Gangwon i den nordöstra delen av Sydkorea,  190 km öster om huvudstaden Seoul.